# Rue de Rome (Nancy)
Pour les articles homonymes, voir Rue de Rome.
La rue de Rome est une voie de la commune de Nancy, dans le département de Meurthe-et-Moselle, en région Lorraine.

## Situation et accès
Au sein du territoire communal de la ville de Nancy, la rue de Rome se place à sa périphérie ouest, au sein du quartier Poincaré - Foch - Anatole France - Croix de Bourgogne.
De forme rectiligne, elle va de l'avenue de la Libération à la rue de Paris en sens interdit pour la circulation automobile.
La stations du réseau Stan la plus proche est l'arrêt “Godefroy de Bouillon” de la ligne de Bus no T2.

## Origine du nom
Elle porte le nom de Rome, capitale de l'Italie, qualifié par Émile Jacquemin de capitale du monde religieux.

## Historique
Cette rue a la même origine que la rue de Paris : elle a été créée, en 1880, de toutes pièces par Émile Jacquemin, architecte dans les propriétés du Vert-Bois et nommée « rue de Rome », par son créateur, qui avait l'intention d'établir là un quartier luxueux, empruntant, comme le quartier de l'Europe à Paris, les noms des principales villes du monde.
Elle est classée en 1910.